# Мандач
 Мандач — посёлок в Сыктывдинском районе Республики Коми, административный центр сельского поселения Мандач.

## География
Расположен на расстоянии примерно 29 км по прямой от районного центра села Выльгорт на запад-северо-запад.

## История
Возник посёлок в 1934 году со строительства первого барака для лесозаготовителей в 2,5 километрах от нынешнего расположения посёлка. На топографических картах отмечен в 1940-х годах. Первыми жителями посёлка были спецпереселенцы и переселенцы, набранные по оргнабору. В 1970 году в посёлке проживал 391 человек. Поселкообразующим предприятием был Сыктывдинский леспромхоз. В 1970-х годах в посёлке были построена новая школа и детский сад (в настоящее время закрыты).

## Население
Постоянное население составляло 332 человека (русские 45 %, коми 32 %) в 2002 году, 212 в 2010.